# Діаграма Максвелла — Кремони
Діаграма Максвелла — Кремони — в теоретичній механіці, графічний метод визначення зусиль у плоских статично визначених фермах. Належить англійському фізику Дж. Максвеллу та італійському математику Л. Кремоні. Застосовується також у будівельній механіці та опорі матеріалів.
Метод спирається на графічний варіант формулювання умови рівноваги системи збіжних сил: многокутник сил, прикладених до вузла ферми, включно зі зусиллями в стрижнях, у разі рівноваги має бути замкнутим.
Многокутник будується за принципом "head and tail" - початок одного вектора збігається з кінцем іншого. У діаграмі Максвелла - Кремони дається правило, згідно з яким виключається повторна побудова зусиль.
Починають побудову з визначення реакцій опор - як правило, аналітичними методами (складання рівнянь проєкцій сил та рівняння моментів). Останнє отримане в процесі побудови зусилля є перевірним, оскільки його можна знайти двома способами.
Вважається, що першим 1864 року метод запропонував Дж. Максвелл, а через 8 років - Л. Кремона. При цьому Кремона визнав пріоритет Москвилла. Проте доведено, що саму ідею методу вперше розробив В. Ранкін 1858 року.
У практичних розрахунках ферм нині цей метод не застосовують як застарілий. На зміну йому прийшли аналітичні (метод вирізання вузлів, метод Ріттера) та комп'ютерні методи. Менш відомий метод заміни стрижнів Геннеберга (варіант методу сил).